# Planète Aventure
Planète Aventure, que ses membres abrègent parfois PA ou PlanAv, est un site Internet spécialisé dans le domaine du jeu vidéo d'aventure. Sur ce site sont notamment publiés des brèves sur l'actualité du jeu d'aventure, des tests de jeux, des avis de joueurs, des dossiers de réflexion sur le jeu d'aventure, et plus rarement des interviews avec des personnalités travaillant dans le domaine du jeu d'aventure.

## Historique
Le site a été mis en ligne en août 2003. Environ une fois par an, le site a changé d'apparence de manière parfois très importante.
Le 18 octobre 2009, le site a changé pour la septième fois d'apparence. La « Radio PA » a alors été ajoutée, permettant de diffuser des musiques de nombreux jeux vidéo d'aventure en streaming. En décembre de la même année, une boutique en ligne a aussi été ajoutée, pour permettre aux joueurs intéressés de télécharger des jeux d'aventure pour PC depuis le site.
Le 19 février 2013, le site qui était tenu par trois membres actifs (Epok, YAZ et Planav) est passé aux mains d'une équipe de rédacteurs, modérateurs, administrateurs qui se répartissent depuis l'ensemble des tâches liées à l'entretien du site (fiches, news, etc.) et du forum. Cette gestion communautaire a permis de sauver le site, et donné de nouveaux points de vue relatifs au jeu d'aventure qui ont permis de redynamiser le forum.
Le 30 janvier 2018, face à l'investissement personnel de l'équipe des sous-titres français amateurs, la Team PA s'est stabilisée à YAZ, maitrelikao, redd, LNP45 et Ghylard, tout en conservant une reconnaissance honorifique à Webmatrix et Epok tournées vers d'autres horions. PA s'est alors étendu sur de nombreux réseaux/groupes comme Facebook, Twitter, Steam, Discord, etc. et demeure la plus grande référence française dans le domaine du jeu vidéo d'aventure avec une base de données complète de plus de 3400 jeux, tous supports confondus.
2024 a été une année chargée en bouleversements, à la suite du départ de maitrelikao, la disparition de LNP45 (qui était beaucoup moins présente sur PA, et oeuvrait essentiellement pour le site Abandonware France), et le retour en fin d'année d'Epok qui a repris à elle seule le retard considérable des fiches de jeux dans la base de données, et la redynamisation sur les réseaux sociaux (tout particulièrement la page Facebook). Le site a bénéficié de rectificatif de nombreux soucis techniques de la part d'Alexis/LFP, et le forum a même été entièrement modernisé pour commencer l'année 2025.

## Jeux récompensés
Depuis 2005, les membres du site peuvent voter pour élire le « jeu de l'année » sur PC. Ces dernières années, les membres élisent aussi le « jeu de l'année » sur d'autres types de plate-forme (Wii, DS). Les jeux récompensés sur PC par la communauté de Planète Aventure sont les suivants :
- 2005 : Still Life
- 2006 : Runaway 2: The Dream of the Turtle
- 2007 : eXperience 112
- 2008 : Nikopol : La Foire aux immortels
- 2009 : Rhiannon : La Malédiction des Quatre Branches
- 2010 : Gray Matter
- 2011 : Black Mirror 3
- 2012 : Le Testament de Sherlock Holmes
- 2013 : Cognition : An Erica Reed Thriller
- 2014 : The blackwell Epiphany
- 2015 : RoonSehv - Nettera
- 2016 : Catyph The Kunci Experiment
- 2017 : Eyes of Ara
- 2018 : The Council
- 2019 : Myha
- 2020 : Boïnihi: The K'i Codex
- 2021 : Inspector Waffles
- 2022 : Syberia: The World Before
- 2023 : Firmament